# Roger Rocasalbas i Argemí
Roger Rocasalbas i Argemí (Palau-solità i Plegamans, 21 de setembre de 1981) és un exjugador d'hoquei sobre patins català.
Format al Cerdanyola CH, fitxà pel Club Hoquei Mataró la temporada 2005/06 i estigué al club maresmenc fins que fitxà pel Club Patí Vilanova la temporada 2008/09. Tres anys després, l'estiu de 2011, fitxà per l'Igualada Hoquei Club. Entre el 2012 i el 2014 competí a les files del Club Patí Vic fins que fou traspassat al Club Patí Vilafranca.A l'estiu del 2016 fitxa pel 
Club d'Esports Vendrell, on es retirà dos anys després.
Ha estat internacional en diverses ocasions per la selecció catalana i la selecció espanyola.

## Palmarès

### CP Vilanova
- Subcampió Copa del Rei / Copa espanyola (2010)[9]
- Subcampió Copa de la CERS (2010/11)[10]

### CP Vic
- Subcampió Copa de la CERS (2012/13)[11]

### Selecció catalana
- 1 Copa Amèrica (2010)
- 3 Golden Cups (2009, 2010, 2011)

### Selecció espanyola
- Subcampió Copa de les Nacions (2011)[12]